# Żabia Wola (powiat białobrzeski)
Żabia Wola dawniej też Wola Gutowska lub Wola Jankowska – wieś sołecka w Polsce położona w województwie mazowieckim, w powiecie białobrzeskim, w gminie Stara Błotnica.
W latach 1975–1998 miejscowość należała administracyjnie do województwa radomskiego.
Wierni kościoła rzymskokatolickiego należą do parafii św. Mikołaja w Jankowicach.